# Giulio Bollati
Giulio Bollati di Saint Pierre (Parma, 27 marzo 1924 – Torino, 18 maggio 1996) è stato un editore e italianista italiano.
Figura di punta del panorama editoriale italiano del Novecento, ha ricoperto incarichi di vertice all'interno di primarie case editrici italiane. All'attività direzionale ha coniugato la scrittura di studi letterari su Manzoni e Leopardi e di un saggio sugli aspetti ideologici e identitari della coscienza nazionale.

## Biografia
Giulio Bollati era figlio di Emanuele Filiberto (1896-1967), dei baroni di Saint-Pierre e di Beatrice «Bice» Maccagni († 1974). Dal matrimonio nacquero anche due figlie: Romilda (1932-2014) e Mara.

### Famiglia Bollati
La famiglia Bollati era giunta alla nobiltà nel 1880, quando Emanuele Bollati (Pont Canavese, 1825 - Torino, 1903), direttore dell'Archivio di Stato di Torino, era stato creato barone di Saint Pierre da re Umberto I. 
Il titolo rimandava al medievale castello di Saint-Pierre, in Valle d'Aosta, che lo storico e archivista aveva acquistato nel 1873 e aveva fatto restaurare, con un forte investimento finanziario (tanto che il castello, oggi in mano pubblica, è divenuto uno dei simboli della Valle d'Aosta). Emanuele Bollati aveva avuto due figli: Eugenio (1856-1931) e Giulio (1861). Mentre dal primogenito era proseguita la linea principale, restata a Torino, Giulio s'era trasferito a Parma, dove aveva dato vita ad una linea cadetta della famiglia. Emanuele Filiberto (detto solo Filiberto, per distinguerlo dal coetaneo barone Emanuele, della linea principale) si laureò in ingegneria al Politecnico di Torino ed entrò poi alla Edison. Insoddisfatto della propria attività lavorativa, si arruolò nel Regio esercito dove, come ufficiale del Genio, partecipò alla Guerra d'Africa e alla Prima guerra mondiale. L'educazione di Giulio e delle sue sorelle fu quindi seguita dalla madre Bice.
Giulio Bollati compì i suoi studi di Lettere alla Scuola normale superiore di Pisa, sotto il magistero di figure come Luigi Russo, con cui si laureò, e come Delio Cantimori, Giorgio Pasquali e Gianfranco Contini.

### Gli anni all'Einaudi
Dapprima come redattore, entrò nel 1949 nella casa editrice Einaudi, diventando poi il principale collaboratore di Giulio Einaudi a cui seguirà la nomina a condirettore e poi a direttore generale. Ha attraversato un'epoca in cui la casa editrice torinese annoverava, nel suo staff, collaboratori interni come Natalia Ginzburg, Cesare Pavese, Felice Balbo, Italo Calvino, Paolo Serini, Bruno Fonzi, Paolo Boringhieri.
Il lavoro alla Einaudi lo ha portato in contatto con intere generazioni di alti esponenti della cultura dell'epoca, collaboratori esterni della casa editrice: tra questi Norberto Bobbio, Elio Vittorini, Massimo Mila, Antonio Giolitti, Franco Venturi, Carlo Muscetta e tanti altri ancora fino a giungere alla generazione di Carlo Ginzburg.
Nel 1979 si consuma una rottura della consonanza di intenti con Giulio Einaudi: ne scaturisce la rassegnazione delle dimissioni da incarichi di vertice cui seguirà, nel giro di breve tempo, l'abbandono del gruppo.

### Gli anni Mondadori-Saggiatore e il rientro all'Einaudi
Due anni dopo, nel 1981, Bollati diventó l'amministratore delegato del Saggiatore e, in posizione interna alla Mondadori, come consulente della direzione generale.
Gli anni del suo abbandono sono anche quelli di massima crisi della Einaudi, sfociata nel commissariamento del 1983: Giulio Bollati, su pressione di amici e intellettuali, accetta il rientro alla casa madre dove sarà direttore editoriale negli anni del commissariamento, fino al 1987.

### Bollati Boringhieri
Chiusa la parentesi del rientro all'Einaudi, entra in quello stesso anno come amministratore delegato nella Boringhieri, aderendo agli auspici di sua sorella Romilda Bollati, in procinto di acquistare la proprietà della prestigiosa casa editrice torinese, fondata da Paolo Boringhieri, amico di Giulio Bollati e già suo collaboratore all'Einaudi quale curatore delle edizioni scientifiche. Dopo l'acquisto, sotto la sua direzione, la casa editrice acquisterà il nome di Bollati Boringhieri e inizierà un nuovo corso, ispirato a un'integrazione dei versanti scientifici e umanistici della cultura: alla tradizionale posizione di vertice nelle edizioni scientifiche, fondata principalmente su pubblicazioni in ambiti disciplinari come matematica, fisica, psicologia, il nuovo programma editoriale promuoverà un riequilibrio dei filoni legati agli ambiti della filosofia, sociologia, economia e della letteratura,
Si trattava di una scelta dichiarata che si ispirava, rinnovandola, alla visione unitaria dell'antico programma che fu proprio dell'Einaudi.
Il nuovo corso da lui impresso ha posto la casa editrice nelle condizioni di contemperare la compatibilità economica di un'impresa editoriale con un programma di pubblicazioni di riconosciuto e alto profilo culturale.

## Scritti
- Giacomo Leopardi e la letteratura italiana, Einaudi, Torino, 1968; Collana Biblioteca, Einaudi; a cura di G. Panizza, Collana Variantine, Torino, Bollati Boringhieri, 1998, ISBN 88-339-1120-9, ISBN 978-88-339-1120-5; ora in L'invenzione dell'Italia moderna.
- L'italiano. Il carattere nazionale come storia e come invenzione, Collana Nuovo Politecnico n.136, Torino, Einaudi, 1983, ISBN 88-06-56473-0, ISBN 978-88-06-56473-5; Collana Biblioteca Studio n.31, Torino, Einaudi, 1996, ISBN 88-06-14264-X, ISBN 978-88-06-14264-3; Introduzione di David Bidussa, Collana Piccola Biblioteca. Nuova serie n.538, Einaudi, 2011, ISBN 978-88-062-0738-0.
- Da Verri a Cattaneo. La prosa morale e civile in Italia tra Settecento e Ottocento, Torino, Bollati Boringhieri, 1997; ora in L'invenzione dell'Italia moderna.
- Memorie minime, Prefazione di Claudio Magris, Collana Le vele, Milano, Rosellina Archinto Editore, 2001, ISBN 88-7768-298-1, ISBN 978-88-7768-298-7; Torino, Bollati Boringhieri, 2024, ISBN 978-88-339-4303-9.
- L'invenzione dell'Italia moderna. Leopardi, Manzoni e altre imprese ideali prima dell'Unità, Collana Nuova Cultura, Torino, Bollati Boringhieri, 2014, 2024, ISBN 978-88-339-2522-6.
- Lettere e scritti editoriali, a cura di Tommaso Munari, Torino, Einaudi, 2024, ISBN 978-88-062-6573-1.

### Curatele
- Alessandro Manzoni, Tragedie. «Il Conte di Carmagnola» e «Adelchi» nel testo della prima edizione. In appendice le correzioni del 1845, gli appunti per «Spartaco», la «Lettre à M. Chauvet» e una scelta di lettere attinenti alle tragedie, Collana Nuova Universale Einaudi n.55, Torino, Einaudi, 1965.
- Giacomo Leopardi, Crestomazia italiana. La prosa. Secondo il testo originale del 1827, Introduzione e note di G. Bollati, Collana Nuova Universale Einaudi n.95, Torino, Einaudi, 1968.
- Atlante. Storia d'Italia, vol. VI, con Luciano Gambi, Collana Grandi Opere, Torino, Einaudi, 1976.
- L'immagine fotografica, 1845-1945. Annali della Storia d'Italia, con Carlo Bertelli, 2 voll., Collana Grandi Opere, Torino, Einaudi, 1979.

## Fonti
- «Addio a Bollati, " dilettante " di razza», articolo di Paolo di Stefano, dal Corriere della Sera del 19 maggio 1996
- «Giulio Bollati», profilo culturale dal sito del Premio Grinzane Editoria a lui dedicato
- «Il borghese, italiano senza qualità. Colloquio con Giulio Bollati» di Antonella Rampino, dal sito web dell'Aspen Institute
- Lalla Romano, «Giulio Bollati, le parole tra noi fraterne», dal Corriere della Sera del 19 maggio 1996